# Panzer E-100
Il Panzer E-100, abbreviazione della dicitura completa Panzerkampfwagen E-100, fu un progetto di carro armato superpesante ordinato dallo Heer negli ultimi anni della seconda guerra mondiale.
Il veicolo nacque in realtà da un'iniziativa Krupp come risposta al concorrente Panzer VIII Maus, poi rifiutata. Nel 1943 il progetto fu integrato nella serie Entwicklung ideata dall'Esercito tedesco. La mole del mezzo e le preferenze contrastanti sull'armamento rallentarono i progressi; unitamente alle difficoltà belliche, le industrie tedesche assemblarono un solo prototipo che alla fine fu abbandonato, incompiuto, pochi mesi prima della conclusione delle ostilità in Europa. Ritrovato dagli Alleati nell'aprile 1945, l'E-100 fu preso in custodia dai britannici e demolito nell'immediato dopoguerra.

## Storia

### Sviluppo
All'inizio del 1942 Adolf Hitler richiese la fabbricazione di carri armati di notevole stazza e con armi di grande calibro, tali da annullare la superiorità e prolificità dei mezzi corazzati messi in campo dall'Armata Rossa. Fu la genesi del carro armato pesante Panzer VI Tiger I e anche del carro armato superpesante Panzer VIII Maus da oltre 180 tonnellate, ideato dall'ingegnere Ferdinand Porsche. In diretta competizione con Porsche, la Krupp lavorò al progetto parallelo noto come Panzer VII Löwe che, tuttavia, fu sospeso tra la primavera e l'estate. Pertanto, subito dopo (pare già a settembre) l'ufficio di progettazione della ditta avviò i lavori su un altro carro armato nella categoria delle 150-170 tonnellate che attirò l'attenzione dei vertici dell'Esercito tedesco. Gli ufficiali, infatti, irritati dalle intromissioni politiche e di civili nelle commesse per le forniture militari, sollecitarono discretamente la Krupp perché rivedesse il progetto in corso abbassando il peso a 130 tonnellate – sorta di versione "leggera" del Maus che, con più probabilità, avrebbe superato i collaudi. La riduzione della massa avrebbe permesso inoltre di usare sia il propulsore Maybach-Motorenbau HL 230 P30 già in uso sul Tiger I, sia di impiegare quanti più componenti del Panzer VI per risparmiare tempi e risorse: il 10 novembre 1942 la Krupp ebbe una formale approvazione per il progetto. Momentaneamente si adoperò la designazione ufficiosa di Tiger Maus, motivata dal fatto che fu scelta la torretta del Panzer VIII come ulteriore misura di contenimento costi. Alla fine, comunque, Hitler impose il più complesso Maus e il 15 dicembre 1942 la Krupp ebbe ordine di fermare il progetto.
Nel corso del 1943, tuttavia, lo Heereswaffenamt riesumò i disegni, li copiò e li inserì nel controverso programma Entwicklung Serie: un insieme di sei proposte standard di mezzi corazzati, organizzati per categorie di peso, che condividevano la gran parte dei componenti allo scopo di facilitare produzione, manutenzione e riparazione. Il carro armato ex-Krupp fu ribattezzato "Panzerkampfwagen E-100" e il contratto per la fornitura di un prototipo fu affidato dall'Esercito alla Adler di Francoforte sul Meno. Si trattava di un'azienda con nessuna esperienza nella costruzione di mezzi corazzati pesanti ma i vertici dello Heereswaffenamt ritennero impossibile per la Krupp, già oberata da commesse e ordini, far fronte anche alla fabbricazione dell'E-100.

### Produzione
La Adler e lo Heereswaffenamt si misero all'opera dal 30 giugno 1943 prima di tutto per limare il progetto e, poi, per assemblare un prototipo alla base militare di Sennelager, vicino Paderborn. Il numero di operai e tecnici inviati al sito non fu mai molto elevato e, al 15 gennaio 1944, solo il telaio era stato quasi ultimato: a quella data si trovavano a Sennelager solo tre dipendenti della Adler e mancavano ancora componenti importanti quali le sospensioni, i cingoli da battaglia, le condutture per il carburante. Ci si era dovuti arrangiare persino con il motore, dacché quello previsto non era disponibile: nel vano posteriore fu dunque temporaneamente inserito il Maybach HL 230 P30. Nel 1944 la situazione strategica della Germania nazista divenne drammatica, a causa della campagna di bombardamenti alleati, delle perdite umane e dell'esaurimento delle materie prime. Il progetto dell'E-100 era intanto scaduto in fondo alla lista delle priorità e i progressi rallentarono ancora. Quell'anno la Adler fu affiancata per un periodo dalla Krupp, ricontattata. La ditta, presumibilmente, concluse la progettazione di una torretta ad hoc nel maggio 1944; per contenere i pesi le pareti furono un poco inclinate ed ebbero corazzature meno spesse: secondo una grottesca impostazione, doveva ospitare un cannone da 128 mm e, al di sopra, un pezzo da 75 mm. Il 21 luglio Hitler ordinò che lo sviluppo di qualsiasi carro armato con cannone pesante fosse fermato, perciò anche l'E-100 fu del tutto messo da parte prima della fine del 1944.
Solo una fonte riporta che la Henschel & Sohn completò il telaio tra la fine del 1944 e l'inizio del 1945, pur confermando Sennelager quale sito di costruzione.

### Destino finale
Il veicolo fu rinvenuto da reparti dell'United States Army a Sennelager nella prima metà dell'aprile 1945. Il prototipo era incompiuto: aveva sì sospensioni, piastre a copertura degli organi di trasmissioni e altre parti, ma mancava la torretta e nessuno aveva provveduto ad agganciare i cingoli da battaglia, che pure erano arrivati. Gli statunitensi cedettero l'E-100 ai britannici, che lo caricarono su uno speciale rimorchio a più assi per trasportarlo a un porto e, via nave, in Gran Bretagna. Lo sottoposero a una serie di test e collaudi, dopo i quali fu rottamato.

## Tecnica

Il possibile aspetto finale del Panzer E-100 in un'impressione artistica

Il Panzer E-100 era lungo 11,03 metri compresa la volata del cannone, mentre lo scafo in sé era lungo 8,70 metri e largo 4,48 metri. Secondo le cianografie e gli ingegneri, l'altezza completa sarebbe stata di 3,29 metri e di 3,33 metri nel caso fossero stati montati i cingoli da battaglia (larghezza 1000 mm) al posto di quelli per il trasporto su ferrovia. Il peso totale è oggetto di incertezza e le fonti riportano 154 tonnellate/137,8 tonnellate/123,5 tonnellate; si generava una pressione al suolo di 1,26 kg/cm².
La notevole mole era conseguenza soprattutto delle pesanti corazzature. Sulla prua dello scafo le lastre d'acciaio erano spesse 150 mm e inclinate a 40° rispetto al piano orizzontale, sui fianchi 120 mm verticali e sul retro di nuovo 150 mm inclinate a 30°. La sovrastruttura possedeva una blindatura frontale da 200 mm a 60° e posteriore da 150 mm a 30°; la corazzatura sulle fiancate era costituita da due pezzi da 60 mm e 120 mm, il primo dei quali inclinato di 20° rispetto a un piano verticale. Il tetto dello scafo era spesso 40 mm/80 mm e il pavimento 90 mm oppure, secondo un'altra fonte, la blindatura era da 80 mm per la metà anteriore e da 40 mm per la metà posteriore. Anche la prevista torre doveva avere spesse corazzature, riportate tuttavia in modo diverso dalle fonti: fronte 200 mm, lati 150 mm, retro 80 mm e tetto 40 mm per una; fronte stondata 240 mm più un mantelletto del tipo Saukopfblende di eguale spessore, lati e retro 200 mm, tetto 40 mm per l'altra. La torre non fu in realtà mai prodotta e non fu mai raggiunta una decisione condivisa sull'armamento, anche a dispetto della proposta Krupp ad armi sovrapposte. In fase di progettazione fu scelto un cannone controcarro da 128 mm da 55 calibri (L/55), derivato dal paricalibro FlaK 40 antiaereo; il prototipo, invece, avrebbe dovuto essere dotato di un KwK 44 da 150 mm L/38, ancora in fase sperimentale; addirittura ci si aspettò che gli esemplari di pre-produzione e di serie montassero un pezzo KwK 44 da 170 mm. In tutti e tre i casi fu confermato un cannone da 75 mm KwK 44 L/36,5 nell'insolita postazione coassiale all'armamento principale e, anche, una o due mitragliatrici leggere MG 34 da 7,92 mm. Probabilmente una di queste armi automatiche avrebbe sparato da un supporto sul tetto della torretta.

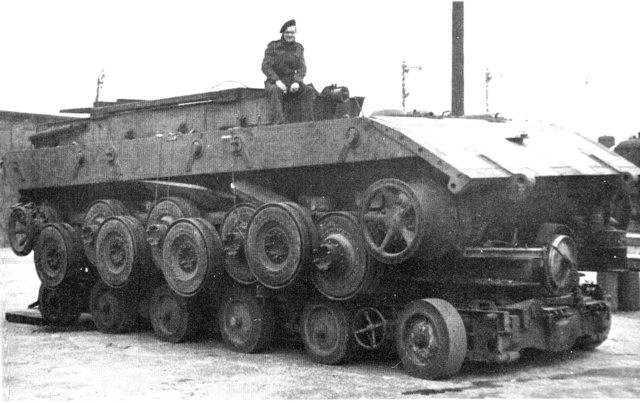
Il prototipo incompleto su un rimorchio, pronto per essere trasferito nel Regno Unito

La Krupp aveva pensato di equipaggiare il modello guida con il Maybach HL 230 P30 del Tiger I, un motore a benzina da dodici cilindri a "V" erogante 700 hp, e ne aveva ideata una versione sovralimentata da 1 000 hp per spingere la mole del carro. Ma, viste le dimensioni e la mole del Panzer E-100, per la linea d'assemblaggio fu preparato un apparato da 800 hp/1 200 hp, il Maybach HL 234 sempre con dodici cilindri a V e con impianto di raffreddamento ad acqua. I tecnici previdero con ottimismo una velocità massima su strada di 40 km/h e un'autonomia di 190 chilometri. Calcoli più realistici danno invece una velocità di punta di 23 km/h e un'autonomia di 160 chilometri su strada (appena 100 su terreno vario), coperta da alcuni serbatoi contenenti nel complesso 2 050 litri di carburante. Cambio, trasmissione e trazione erano anteriori, ancorché la serie Entwicklung privilegiasse la trazione posteriore per un più razionale impiego degli spazi interni: con l'E-100 tale impostazione non fu praticabile. Il treno di rotolamento era costituito da una serie di grandi ruote sovrapposte, senza rulli superiori; furono previsti gli agganci per le piastre protettive Schürzen contro fucili anticarro e cariche cave. I gruppi di ruote erano vincolati a sospensioni Belleville a tazza, primo utilizzo di questa tecnologia su un corazzato tedesco. In fondo al treno si trovava la ruota di rinvio folle.
L'equipaggio per governare una simile macchina doveva essere di sei uomini: comandante, cannoniere e due serventi in torretta, pilota nello scafo anteriore sinistro e operatore radio alla sua destra.

## Versioni
Esistono scarse informazioni su alcuni progetti collaterali del Panzer E-100. Due sono certi: un cacciacarri pesante denominato Krokodil e un semovente contraereo fornito di un impianto binato di cannoni da 88 mm. Entrambe queste versioni rimasero sulla carta.

## Considerazioni
Il direttore tecnico e supervisore generale delle costruzioni della Adler, dottor Karl Jeschke, fu interrogato nel dopoguerra dalle autorità d'occupazione anglo-statunitensi. Già in corso d'opera egli riteneva che l'E-100 fosse obsoleto ancor prima di essere finito. Testimoniò che, in occasione di uno spostamento ferroviario del carro, fu necessario rimuovere le ruote più esterne del treno di rotolamento, le corone esterne della ruota motrice e di quella di rinvio, le blindature delle sospensioni e infine equipaggiare i cingoli da trasporto. Liquidò le proposte di dotare l'E-100 di cannoni più grandi del pezzo da 128 mm: armi di tal genere, secondo Jeschke, avrebbero potuto essere inserite solo in una casamatta fissa – quindi in un'ipotetica versione cannone d'assalto del carro. Ricordò peraltro le difficoltà di ottenere anche solo un simulacro della torretta Krupp, di fronte alle quali si decise che, al momento delle prove generali, si sarebbe caricato il telaio con zavorra pari al peso stimato della torre.